# La Pat' Patrouille : La Super Patrouille, le film
 (octobre 2023).
Si vous disposez d'ouvrages ou d'articles de référence ou si vous connaissez des sites web de qualité traitant du thème abordé ici, merci de compléter l'article en donnant les références utiles à sa vérifiabilité et en les liant à la section « Notes et références ».
Série
La Pat' Patrouille, le film
(2021) Paw Patrol: The Dino Movie
(2026)
Pour plus de détails, voir Fiche technique et Distribution.
La Pat' Patrouille : La Super Patrouille, le film (PAW Patrol: The Mighty Movie) est un film d'animation canadien réalisé par Cal Brunker et sorti en 2023. Il est fondé sur la série télévisée d'animation PAW Patrol : La Pat' Patrouille créée par Keith Chapman. Il fait suite au long métrage La Pat' Patrouille, le film sorti en 2021.
Stella (Skye en VO) a toujours eu l'impression d'être peu appréciée par les autres membres de la Pat' Patrouille. Elle désire aujourd'hui prouver qu'elle peut être un atout pour l'équipe. Quand une étrange météorite s'écrase sur Aventure Ville, les chiens de la Pat' Patrouille acquièrent des super pouvoirs et deviennent alors la Super Patrouille (« Mighty Pups »). Voulant voler ces nouveaux pouvoirs, le maire Hellinger (Humdinger en VO), ennemi juré de la Pat' Patrouille, s'échappe de prison. Il va faire équipe avec une experte en météores nommée Victoria Vance, pour voler les cristaux magiques.
Le film est un succès avec 149 millions de dollars de recettes mondiales, obtient d’excellentes critiques, et donne lieu à un troisième opus, qui est en cours de production, prévu pour 2026.

## Synopsis
Deux ans après avoir sauvé Aventureville contre le maire Hellinger, la Pat' Patrouille aide toujours à protéger les citoyens, bien que la plus petite membre de l'équipe, Stella, ait l'impression d'avoir été peu appréciée et espère faire ses preuves. Un jour, l'experte en météores Victoria Vance vole un électro-aimant géant dans une aire de ferraille appartenant à Hank et Janet et y met le feu. Janet appelle la Pat' Patrouille pour obtenir de l'aide, qui éteint par la suite le feu. Plus tard dans la soirée, les citoyens d'Aventureville, ainsi que le journaliste Sam Stringer, se rassemblent devant le quartier général de la Pat' Patrouille pour observer une météorite qui va passer.
Dans un observatoire abandonné, Vance utilise l'électroaimant volé pour créer sa dernière invention, l'aimant météorique. Elle l'utilise pour arracher le météore, mais il se retourne contre elle, ce qui fait que le météore se dirige directement vers Aventureville. Ryder et la Pat' Patrouille le remarquent et avertissent immédiatement les citoyens. La météorite s’écrase, mais détruit sur la trajectoire de l’impact leur quartier général, les chiots et Ryder ont perdu leur foyer.
La Pat' Patrouille emmène le météore au QG du porte-avions pour l'analyser, et y passe d’ailleurs la nuit. Cette nuit-là, Stella est réveillée par une étrange lueur émettant du météore. Le météore se fissure, révélant sept cristaux contenus à l'intérieur, dont l'un se fixe au collier de Stella, lui conférant le pouvoir de vol. De même, le reste des chiots acquièrent leurs propres pouvoirs les mêmes que dans la série : (Chase, la vitesse / Marcus, pattes brûlantes / Ruben, la super force / Rocky, le magnétisme / et Zuma, vague avec patte). Désormais, la Pat’ Patrouille va devenir la Super Patrouille. Cependant, Liberty est la seule du groupe qui a du mal à découvrir son super pouvoir. Elle est donc chargée par Ryder de former les patrouilleurs juniors, tandis que les autres membres de la Pat' Patrouille sont en train de sauver Aventureville de divers accidents.
Pendant ce temps, après que Vance se soit arrêtée pour ses actions à la suite de l'incident du météore, elle s'échappe avec le maire Hellinger et les "Chatons qui sèment la pagaille", pour voler les cristaux. Ils se faufilent dans un aéroport où ils trouvent et montent à bord de l'avion privé de Hellinger. Pendant le vol, ils ont tendu un piège en détruisant l'un des moteurs de l'avion et en appelant la Pat' Patrouille par la suite. Stella se rend immédiatement, et Hellinger et les chatons l’attendaient, pour finir par perdre son cristal contre Vance. Ils lui emboîtent rapidement le pas, laissant Stella piégée dans l'avion sans parachute, alors qu'il se dirige vers Aventureville. Avec l'aéroport trop loin pour son atterrissage, Ryder et les chiots dégagent la place Main Street pour faire une piste pour Stella, et l’atterrissage est un succès. Dégoûtée et bouleversée, Stella révèle son histoire de naissance à Chase et comment elle était la plus petite de la portée, incapable d'obtenir sa part de nourriture, jamais accueillie par des familles potentielles, et laissée dans une grange d'hiver avec des courants d'air, oubliée et seule. Elle a failli périr dans la neige, mais a été retrouvée et soignée par Ryder.
Une nuit, Stella décide de prendre tous les cristaux des chiots pour tenter de récupèrer son cristal. Cependant, elle est piégée dans un champ de force pour être ensuite capturée, ce qui permet Vance d'avoir le reste des cristaux que Stella avait sur elle. En se réveillant et en découvrant les cristaux manquants, la Pat' Patrouille se bat contre Hellinger, qui a utilisé l'un des cristaux pour devenir géant. Grâce à l'intervention des Patrouilleurs Juniors, Marcus réussit à récupèrer le cristal.
Avec un cristal en poche, la Pat' Patrouille arrive à l'observatoire de Vance, les Junior Patrouilleurs la distraient alors que Zuma libère Stella de la captivité. Les chiots la combattent en passant le cristal d'un chiot à l'autre. Au milieu de la bataille, Chase tombe d'une falaise mais il est sauvé par Liberty, qui découvre que son pouvoir est l'élasticité. Les chiots parviennent à vaincre Vance, à détruire l'aimant météore et à récupérer tous les cristaux. Le problème c’est que d’autres météorites se dirigent directement vers Aventureville car Vance a de nouveau utilisé l'aimant météore auparavant, les chiots donnent leurs cristaux à Stella pour pouvoir arrêter les météorites.
Stella vole dans les airs et détruit les météores. Mais une énorme météorite se dirige directement vers Aventureville, elle entre pour une dernière rafale de force, réussissant à détruire le météore avant qu'il ne frappe Aventureville. Cependant, l'impact fait tomber Stella inconsciente et elle plonge dans l'océan, mais est réveillée par la puissance des cristaux. La Pat' Patrouille et les Patrouilleurs juniors félicitent Stella pour son héroïsme, les chiots récupèrent enfin leurs cristaux. Le maire Hellinger et Vance sont à nouveau arrêtés, tandis que Ryder et la Pat' Patrouille continuent de vivre leur vie à Aventureville en tant que Super Patrouille.

## Fiche technique
Sauf indication contraire, les informations mentionnées dans cette section peuvent être confirmées par la base de données cinématographiques IMDb,  présente dans la section « Liens externes ».
- Titre français : La Pat' Patrouille : La Super Patrouille, le film
- Titre original : PAW Patrol: The Mighty Movie
- Réalisation : Cal Brunker (en)
- Scénario : Cal Brunker et Bob Barlen, d'après une histoire de Cal Brunker, Bob Barlen et Shane Morris, d'après les personnages créés par Keith Chapman
- Musique : Pınar Toprak
- Décors : Peter Chan
- Montage : Ed Fuller
- Casting : Ben Pollack et Seth Yanklewitz
- Production : Jennifer Dodge
- Producteurs exécutifs : Adam Beder, Ronnen Harary et Peter Schlessel
  - Co-production : Laura Clunie et Toni Stevens
- Animation : Mikros Image
- Société de production : Spin Master Entertainment
- Sociétés de distribution : Paramount Pictures (États-Unis et France) ; Elevation Pictures (Québec) ; Nickelodeon Movies (International)
- Budget : 30 millions de dollars
- Pays d’origine :  Canada
- Langue originale : anglais
- Format : couleur
- Genre : animation, aventures, fantastique
- Durée : 92 minutes
- Dates de sortie[1] :
  - États-Unis : 29 septembre 2023
  - France : 11 octobre 2023
- Classification[2] :
  - États-Unis : PG

## Distribution

### Voix originales
- Mckenna Grace : Skye (Stella en VF)
- Christian Convery : Chase
- Luxton Handspiker : Rubble (Ruben en VF)
- Christian Corrao : Marshall (Marcus en VF)
- Callum Shoniker : Rocky
- Nylan Parthipan : Zuma
- Marsai Martin : Liberty
- Taraji P. Henson : Victoria « Vee » Vance
- Finn Lee-Epp : Ryder
- Kim Kardashian : Delores
- North West : Mini
- Saint West
- Chris Rock : l’un des chats de Hellinger
- James Marsden : Hank
- Kristen Bell : Janet
- Ron Pardo (en) : Cap'n Turbot (capitaine Turbot en VF) / Mayor Humdinger (maire Hellinger en VF)
- Lil Rel Howery : Sam Stringer
- Serena Williams : Yoga Yvette
- Alan Kim (en) : Nano
- Brice Gonzalez : Tot
- Kim Roberts : Mme Goodway

### Voix françaises
- Lisa Caruso : Stella
- Audrey Sablé : Chase
- Céline Ronté : Ruben
- Leslie Lipkins : Marcus
- Nathalie Bienaimé : Rocky
- Élodie Menant : Zuma
- Valentina : Liberty
- Sofia Essaïdi : Victoria « Vee » Vance
- Alexandre Nguyen : Ryder
- Marie Diot : Dolores
- Aldebert : Hank
- Marianne James : Janet
- Martial Le Minoux : le capitaine Horacio Turbot
- Philippe Roullier : le maire Hellinger
- Nathalie Homs : Mme Goodway

## Production

### Genèse et développement
Dans une interview en août 2021, le réalisateur Cal Brunker a dit qu'il était intéressé à faire une suite après le succès de La Pat' Patrouille, le film. « Nous y avons certainement pensé. Il y a d'autres histoires que nous serions ravis de raconter. Mais pour nous, il s'agit vraiment de voir si les gens aiment celui-ci, puis de le prendre à partir de là », déclare le réalisateur du film. La même année, Spin Master annonce qu'une suite, intitulée PAW Patrol: The Mighty Movie, est en développement, prévue pour une sortie en 2023. Brunker confirme son retour dans la suite en tant que réalisateur et Jennifer Dodge est prête à revenir en tant que productrice avec l'ajout de Laura Clunie et Toni Stevens.
La suite présente un nouveau genre différent du premier film, où une météorite s’écrase à Aventureville et les chiots se transforment en super-héros avec des cristaux magiques, inspiré de la saison 6 de la série télévisée d'animation. Après avoir suivi le parcours de Chase dans le précédent film, le réalisateur se concentre cette fois-ci sur l'histoire de Stella. Et par ailleurs, Stella est réputé comme être le chiot préféré des fans.
Jennifer Dodge, qui a produit la suite du film, a déclaré qu'elle voulait raconter une histoire plus profonde qui pourrait résonner encore plus fort avec les enfants et les familles du monde entier. Elle explique que « En jugeant par les sondages de sortie, les scores de l'audience et l'accueil critique positif, tout le monde s'est autant amusé à le regarder et à le regarder à nouveau, que nous l'avons fait. Nous sommes impatients d'emmener les enfants dans une nouvelle aventure dans le deuxième film, avec nos partenaires et nous avons hâte d'élargir encore notre narration avec l'un des chiots préférés des fans de notre spin-off. ».

### Attribution des rôles
En mai 2022, Taraji P. Henson est annoncée dans le rôle de Victoria Vance, la méchante du film. En janvier 2023, Kristen Bell, Mckenna Grace, Lil Rel Howery, James Marsden, Serena Williams, Kim Kardashian et Marsai Martin sont annoncés au doublage.
Il est révélé que Chris Rock aura un caméo.

### Animation
En juin 2022, il est annoncé que la société de Mikros Image basée à Montréal revient pour l'animation du film.

## Bande originale
La bande originale du film Learning To Fly, est interprétée par Christina Aguilera.

## Accueil

### Accueil critique
Sur le site Web de Rotten Tomatoes, 76 % des 45 critiques sont positives, avec une note moyenne de 6/10. Le consensus du site Web se lit comme suit : "La Pat' Patrouille : La Super Patrouille, le film sera mieux apprécié par son jeune public cible, mais il est assez doux, réfléchi et assez drôle pour divertir toute la famille."
En territoire française, sur le site AlloCiné, le film a la note moyenne des 9 critiques de presse française recensées est de 3 sur 5, et la note moyenne des critiques du public est de 3,2 sur 5. Le public français semble plus apprécier le deuxième volet que le premier.

### Box office
Le film récolte 26 millions de dollars de recettes au box-office US, lors de son premier week-end. Il réalise un excellent démarrage et dépasse The Creator.
En France, le film fait aussi un excellent démarrage et score au box-office française, totalisant 2 311 785 de spectateurs.

## Suite
Un troisième opus intitulé "PAW Patrol: The Dino Movie" est en préparation, pour une sortie prévue pour le 29 juillet 2026 au cinéma en france